# بوکه (سامورایی)
بوکه (به ژاپنی: 武家 Buke) به اشراف نظامی ژاپنی، وابسته به شوگون‌سالاری اشاره دارد. اصطلاح بوکه در مقابل کوگه، اشراف درباری وابسته به امپراتور ژاپن قرار دارد. بوکه در دوره کاماکورا ظاهر شد.
کوگه در طول دوره هیان در اواخر قرن هشتم میلادی، همزمان با استقرار کیوتو به عنوان پایتخت تا ظهور شوگونسالاری کاماکورا در قرن ۱۲ از اهمیت برخوردار بود، اما از آن پس تحت شعاع بوکه قرار گرفت.